# Посольство СССР при Союзных правительствах
Посольство СССР при Союзных правительствах (англ. Soviet Embassy to the Allied Governments) — объединённое дипломатическое представительство Советского Союза, созданное для официальных взаимоотношений с правительствами некоторых европейских стран, оказавшимися в изгнании из-за оккупации территорий этих стран Третьим рейхом и его сателлитами в ходе Второй мировой войны.
Находилось в Великобритании в центре Лондона по адресу: 9, Palace Green, Kensington, неподалёку от посольства СССР в само́м Соединённом Королевстве.
Функционировало с конца сентября 1941 года по май 1945 года.

## Название
Официальное наименование учреждения до осени 1942 года — посольство СССР при польском и других правительствах. Известны документы сентября 1942 года под шапкой с новым названием учреждения, в которых должность в подписи посла машинописным текстом указана по-старому.
В дальнейшем в дипломатической переписке, словарях и энциклопедиях «союзные правительства» именовались с одной (чаще всего) или с двух заглавных букв. Также, в 1941—1942 годах посольство иногда называлось в официальной переписке полпредством СССР (дипломатические миссии были повышены до посольского уровня в период с осени 1942 до 1944 года).

## Описание
Посольство было создано сразу после 24 сентября 1941 года, когда Советский Союз и правительства девяти оккупированных странами оси государств Европы (Бельгии, Греции, Люксембурга, Нидерландов, Норвегии, Польши, Чехословакии, Югославии и «Свободной Франции» генерала Шарля де Голля) на совещании в Лондоне присоединились к Атлантической хартии, союзническому договору США и Великобритании.
Таким образом сформировался костяк антигитлеровской коалиции, ставшей предтечей Организации Объединённых Наций (ООН) и послевоенного миропорядка в целом. Посол СССР при Союзных правительствах аккредитовывался у каждой из стран-союзниц отдельно, по мере признания соответствующих правительств в изгнании, однако совмещал эти посты в одном лице.

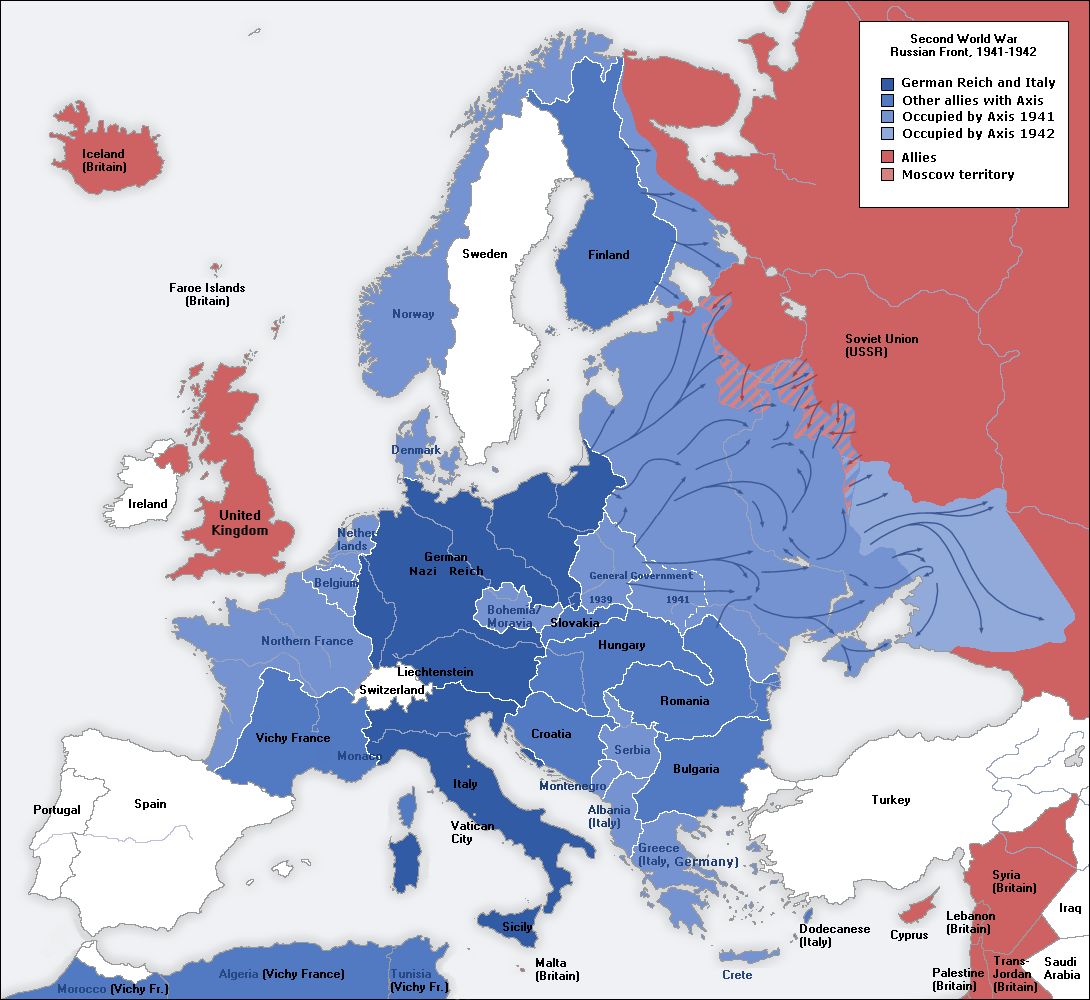
Оккупированная странами оси Европа (1942)

На момент образования общего посольства в Лондоне дипотношения Советского Союза были установлены со следующими эмигрантскими правительствами (в хронологическом порядке):
- с  правительством Чехословакии в изгнании — с 18 июля 1941 года;
- с  правительством Польши в изгнании — с 30 июля 1941 года (прекращены 25 апреля 1943 года);
- с  правительством Греции в изгнании[англ.] — с 30 июля 1941 года;
- с  правительством Норвегии в изгнании[англ.] — с 5 августа 1941 года;
- с  правительством Бельгии в изгнании[англ.] — с 7 августа 1941 года;
- с  правительством Югославии в изгнании — с 21 августа 1941 года;
- с  движением «Свободная Франция» — с 29 сентября 1941 до 23 октября 1944 года[8].

В дальнейшем к ним были добавлены:
- правительство Нидерландов в изгнании[англ.] — с 10 июля 1942 года;
- правительство Люксембурга в изгнании[англ.] — с 13 октября 1942 года;
- Временное правительство Французской республики (преобразованное из «Свободной Франции») — с 23 октября 1944 года.

Аналогичные объединённые дипломатические миссии имели и партнёры Советского Союза по «большой тройке» — США и Великобритания.

## Сотрудники
Послы
- Богомолов, Александр Ефремович (сентябрь 1941 года — 30 ноября 1943 года);
- Лебедев, Виктор Захарович (30 ноября 1943 года — 6 января 1945 года);
- Чичаев, Иван Андреевич (временный поверенный, 1944 — май 1945 года).[4]

Советники
- Чичаев, Иван Андреевич (сентябрь 1941 — май 1945);
- Вальков, Василий Алексеевич (1942—1945);
- Козырев, Семён Павлович (1943);
- Орлов, Павел Дмитриевич (1943—1944);
- Саксин, Георгий Филиппович (1943—1944);
- Щиборин, Алексей Дмитриевич (1944).[9]

Прочие
- Сизов, Александр Фёдорович (военный атташе, 1941—1945)
- Немчина, Сергей Сергеевич (1943—1944)
- Караваев, Борис Иванович (1943—1945)
- Сытенко, Михаил Дмитриевич (1943—1945)